# Lübtheen
Lübtheen är en stad i det nordtyska förbundslandet  Mecklenburg-Vorpommern. Staden ligger i distriktet Ludwigslust-Parchim och har omkring 4 600 invånare.

## Geografi
Staden är belägen i det västmecklenburgska landskapet Griese Gegend. Ån Sude genomflyter det stora stadsområdet som bildas av 18 ortsdelar. Några ortsdelar var självständiga orter, som sammanslogs med staden Lübtheen år 2004.

## Historia

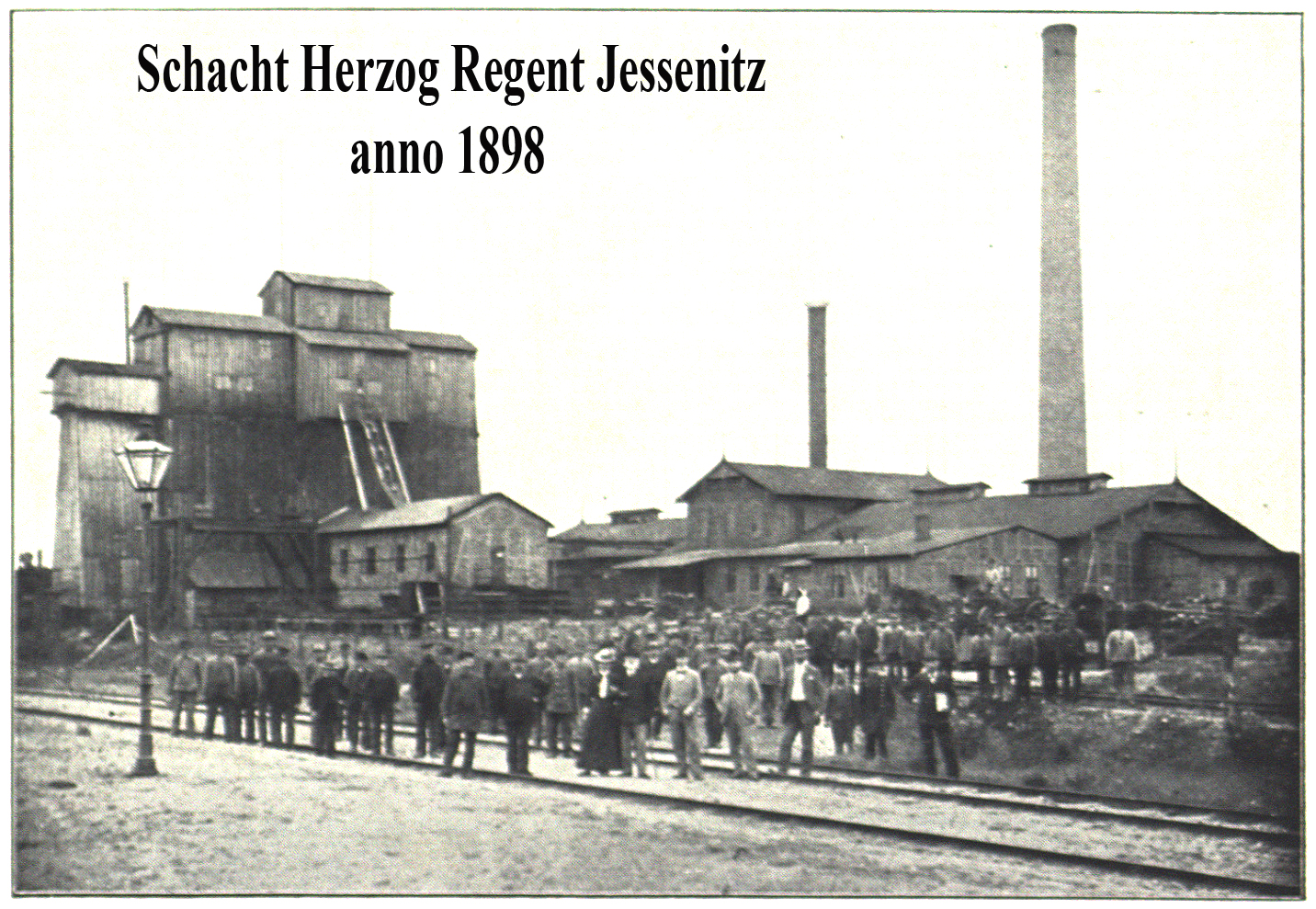
Mineralgruva i ortsdelen Jessenitz (1898)

Under 1300-talet fanns en slavisk ort på Lübtheens nuvarande plats. Orten kallades Lubbtene och tillhörde grevskapet Dannenberg. Orten omnämns första gången 1363, då delar av orten tillföll hertigdömet Mecklenburg. Hela orten blev mecklenburgsk under 1600-talet.

### 1800-talet
Fram till 1800-talet präglades stadens näringslivet av jordbruk. År 1826 upptäcktes brytvärda gipstillgångar i närheten av Lübtheen, och därför grundades en gipsfabrik i Lübtheen år 1853. 
I slutet av 1800-talet upptäcktes också mineraltillgångar i den nuvarande stadsdelen Jessenitz och två mineralgruvor grundades år 1889 och 1895, vilken existerade fram till 1916. 
År 1938 fick Lübtheen sina stadsrättigheter.

### Befolkningsutveckling
Befolkningsutveckling  i Lübtheen
Källa: 
,, ,

## Vänorter
- Tuchola i Polen
- Grove City i Ohio, USA